# Gunung Gulu
Gunung Gulu är ett berg i Indonesien. Det ligger i den västra delen av landet, 1 400 km nordväst om huvudstaden Jakarta. Toppen på Gunung Gulu är 2 200 meter över havet.
Terrängen runt Gunung Gulu är huvudsakligen bergig, men åt sydväst är den kuperad. Runt Gunung Gulu är det glesbefolkat, med 16 invånare per kvadratkilometer. I omgivningarna runt Gunung Gulu växer i huvudsak städsegrön lövskog.